# Proflight Zambia
Proflight Zambia è una compagnia aerea con sede a Lusaka, Zambia, che serve la comunità imprenditoriale e l'industria del turismo. È il nome commerciale di Proflight Commuter Services Ltd. Proflight Zambia gestisce la più grande flotta di aeromobili in Zambia, operando sia voli di linea che charter. La compagnia aerea è cresciuta rapidamente negli ultimi anni ed è la più grande compagnia aerea dello Zambia per rotte servite e dimensioni della flotta.

## Storia
Proflight Air Services è stata fondata nel 1991 dal pilota Tony Irwin, ex dipendente di Zambia Airways. Il 30 giugno 2009 la compagnia aerea è stata autorizzata dalla Commissione per la concorrenza dello Zambia a formare un'alleanza con Zambezi Airlines. La compagnia aerea è stata ufficialmente ribattezzata Proflight Zambia nel 2010.
Nel marzo 2013, Proflight ha preso in consegna il suo primo aereo a reazione, un Boeing 737-200, e successivamente nel 2013 ha iniziato il servizio di linea regionale verso Lilongwe, Malawi, e Dar es Salaam, Tanzania, anche se il Boeing è stato restituito al locatore, Star Air Cargo, nel 2014.
Proflight Zambia, ha preso in consegna un Boeing 737-500 di 31 anni in leasing da Africa Charter Airline allo scopo di ampliare la propria rete di rotte.

## Flotta
A maggio 2023 la flotta di Proflight Zambia è così composta: